# Jean-François Van de Velde (bibliothécaire)
Pour les articles homonymes, voir Jean-François Van de Velde et Van de Velde.
L'abbé Jean-François Van de Velde, né à Beveren-Waas le 5 mars 1743 et mort à Beveren le 9 janvier 1823, est un professeur, polémiste, bibliophile qui fut le dernier bibliothécaire de l'ancienne université de Louvain.

## Biographie
Les parents de Jean-François Van de Velde étaient d'importants négociants et industriels boulangers. Jean-François Van de Velde commença ses études à l'ancienne université de Louvain en 1761, fut ordonné prêtre en 1769 et obtint sa licence en théologie en 1772. Cette même année, il fut nommé bibliothécaire de cette université, succédant au littérateur, érudit et bibliographe Jean-Noël Paquot, successeur lui-même de Corneille-François de Nélis (1736-1798).

## Son activité de bibliothécaire
En tant que bibliothécaire il entama une politique d'accroissement en acquérant des livres nouveaux mais également anciens dans des ventes publiques tant dans les Pays-Bas qu'à l'étranger.
Il parvint également à acquérir auprès du gouvernement, avec une réduction du tiers, les livres des collèges des jésuites supprimés, ainsi que de nombreux ouvrages des couvents supprimés dès 1783 par le gouvernement impérial.
Il profita aussi de la suppression de nombreux autres ordres religieux pour doubler la collection des livres de l'université de Louvain jusqu'à ce que l'empereur ait décidé de supprimer cette université également en 1788, suppression qui ne devint en fait effective qu'en 1797 sous le régime français.
Il fut démis de ses fonctions par l'empereur en 1788 et exilé, car son attitude ultramontaine et hostile au gouvernement avait déplu à Vienne et aux autres professeurs de Louvain fidèles en majorité à l'esprit janséniste et gallican de cette université.
Lors de la révolution brabançonne, il fut rétabli dans ses fonctions.
En 1794, lors de la deuxième invasion française, Van de Velde mit à l'abri à l'étranger une importante partie des archives de l'université. Polémiste hostile à la République et aux idées nouvelles, il fut considéré comme ennemi par les « citoyens » Le Blond et De Wailly, commissaires de la République française, au motif qu'il avait refusé de prêter le serment de fidélité à la République, Van de Velde fut emprisonné et condamné au bagne de Cayenne. Il parvint à se sauver en 1797 en passant par les Provinces-Unies pour gagner l’Allemagne où il se mit à découvrir l'œuvre de Luther et le protestantisme. Il rentra au pays après le Concordat de 1802. Il constata malheureusement que des milliers de volumes avaient été détruits ou volés, dont de nombreux précieux manuscrits. Expulsé par Napoléon, Van de Velde mourra épuisé après son dernier retour au pays en 1814.

## Son opposition au gallicanisme
La Catholic Encyclopedia le félicite surtout pour son ardeur à défendre les intérêts du pape. On y lit, à l'article « Ghent » (Gand)

« Parmi les membres du clergé de Gand, Jean-François Van de Velde (1743-1823) est le plus digne d'attention. Parallèlement à la réputation méritée qu'il s'est acquise en tant que professeur d'Écriture Sainte à l'Université de Louvain, et à ses œuvres qui, manuscrites ou publiées, le placent au premier rang des théologiens de son temps, il faut surtout retenir le rôle important qu'il joua dans les affaires religieuses de son pays, d'abord sous Joseph II, en s'opposant courageusement aux décrets concernant le mariage (1784), et ensuite sous Napoléon, par son intervention décisive au concile national, réuni par l'empereur à Paris en 1811, et où, comme conseiller de Mgr de Broglie, il présenta un Mémoire sur l'incompétence du concile national à changer la discipline de l'Église, en vertu de laquelle le Pape seul donne l'institution canonique aux évêques nommés. »

## Le bibliophile
Passionné dès son plus jeune âge par les livres, il s'était constitué une riche bibliothèque.
Ses héritiers vendirent en 1833 cette riche collection qui comptait près de 450 incunables et 1.300 manuscrits et qui fut « la collection privée de livres et de manuscrits, probablement la plus vaste jamais vendue dans notre pays (la Belgique). Sept semaines - du 5 août au 16 septembre - furent nécessaires, à raison de cinq jours par semaine, pour écouler les 15.355 lots ».
Parmi les ouvrages de cette bibliothèque certains proviennent manifestement des couvents supprimés par l'empereur Joseph II et comme l'écrit Herman Mulder: « La question qui se pose est de savoir comment Van de Velde a pu mettre la main sur un grand nombre de manuscrits en provenance de ces couvents. Certes, quelques manuscrits ont été vendus au lendemain de la suppression des couvents — contrairement aux directives —, comme ce fut le cas à Malines, le 28 novembre 1785 et à Anvers le 2 mai 1785, mais cela ne fournit pas d'explication. Les manuscrits de Van de Velde ne proviennent pas de ces ventes. Il ne faut pas exclure l'éventualité pour Van de Velde de s'être procuré ces codex de manière illégale. »
Une importante partie de ses collections a été par la suite acquise par la Bibliothèque royale de Belgique et par d'autres bibliothèques et collectionneurs privés.
C'est ainsi que l'Université catholique de Louvain a su acquérir la correspondance presque complète de Jean-François Van de Velde.
Il est considéré comme un des grands bibliophiles belges dont la Bibliothèque royale possède des ouvrages.

## Le gardien des archives de l'ancienne université de Louvain
Après la bataille de Fleurus du 26 juin 1794 par laquelle les provinces des Pays-Bas méridionaux furent conquises par les troupes révolutionnaires françaises, les archives de l’université quittèrent Louvain à la fin du mois. Le conseil de l’université avait en effet décidé de mettre à l’abri les plus précieux documents de son histoire. De fait, la bibliothèque de l’université fut pillée peu de temps après par les commissaires des sciences et des arts, qui en ôtèrent plus de 5000 volumes pour les transporter en France. Le professeur Jean-Guillaume Van Leempoel de la faculté de médecine, assisté de Jean François van de Velde firent ensemble parvenir les archives, par plusieurs transports dans des caisses munies de marques spéciales, à Rotterdam. Face à l’avance des armées françaises, les colis furent alors envoyés par bateau le 6 octobre 1794 à Groningue. Le 29 janvier 1795, les colis furent envoyés à Brême, et cela par quatre chariots, tous les cours d’eau étant gelés. Ensuite, après leur inspection par van de Velde qui se rendit personnellement à Brême, les caisses furent envoyées à Hambourg d’où elles partirent pour Altona, qui était à l'époque au Danemark, pour y être déposées chez un commerçant-dépositaire. Le conseil de l’université donna, le 8 juillet 1795, un mandat général à van de Velde pour la préservation des documents. Le 30 août 1795, et compte tenu des dangers inhérents à tout transport, le conseil de l’université, devant qui van de Velde rendait compte de sa mission, décida que les documents resteraient à Altona jusqu’à nouvel ordre. Dans les mois qui suivirent, il fut envisagé de faire éventuellement revenir les archives à Louvain. Mais van de Velde, sommé à comparaître devant la municipalité de Louvain le 2 février 1796 pour déclarer ce qu’étaient devenues les archives, dit seulement qu’elles avaient été transportées en Hollande et au Danemark. Le conseil de l’université jugea alors prudent de renoncer au retour des archives. Lorsque le 25 octobre 1797 un arrêté de l’administration centrale du département de la Dyle supprima purement et simplement l’université de Louvain, et que le 22 novembre suivant un arrêté du Directoire condamna van de Velde à la déportation à Cayenne, aucune instruction spéciale ne fut donnée pour ces archives. Van de Velde réussit à s’échapper et passa en Hollande, puis en Allemagne où il resta plus de quatre ans. Durant tout ce temps, ces archives restèrent sous la garde de van de Velde. Ses anciens collègues Thomas Lambert Ghenne, ancien membre de la faculté de théologie, Michel Van Gobbelschroy, J.U.D., Philippe Engelbert Van Billoen, J.U.D., Jean-Baptiste Samen, S.T.L., Em. Lents, J.U.D., confirmèrent sa mission suivant le mandat qu’il avait reçu antérieurement avant la suppression de l’université de Louvain. Il envoya les archives à Rotterdam en 1802, en prenant à sa charge personnellement ces frais « par amour pour sa vieille Alma Mater ». Il put revenir en Belgique grâce à une loi d’amnistie accordée aux victimes de la persécution religieuse. En 1803, le citoyen Van Leempoel, chargé par le gouvernement de la régie des biens de l’université supprimée, exigea la restitution de certaines pièces d’archives. Mais la restitution fut très réduite et Van Leempoel n’insista pas. Les choses en restèrent là. Enfin, en 1807, van de Velde s’adressa aux membres survivants de l’ancienne université pour demander leur opinion. Ainsi, en décembre 1809, les archives furent envoyées au séminaire de Halder lez-Bois-le-Duc. Peut-être ce mouvement attira-t-il l’attention, mais en janvier 1811 l’administration des domaines, sur l’ordre du conseil d’Etat de Paris, réclama toutes les archives de l’ancienne université. En février 1811, la plupart des caisses furent envoyées à Bruxelles. Des pièces restèrent dans le séminaire de Bois-le-Duc (et notamment l’original de la bulle d’érection de 1425 de l'université de Louvain, qui fut donné en 1909 à l’Université Catholique de Louvain, institution créée en 1834 à Malines), d’autres pièces furent conservées par van de Velde qui les légua au grand séminaire de Gand. D’autres pièces furent vraisemblablement transportées à Paris ou ailleurs.

## Ses écrits
- Synopsis monumentorum collectionis proxime edendae conciliorum omnium archiepiscopatus Mechlinzensis, Gand,1821, 3 vol.